# U-133 (tàu ngầm Đức) (1941)
U-133 là một tàu ngầm tấn công  Lớp Type VII thuộc phân lớp Type VIIC được Hải quân Đức Quốc Xã chế tạo trong Chiến tranh Thế giới thứ hai. Nhập biên chế năm 1941, nó đã thực hiện được ba chuyến tuần tra và đánh chìm được một chiến 1.920 tấn. Trong chuyến tuần tra cuối cùng trong Địa Trung Hải, U-133 đắm do trúng thủy lôi ngoài khơi đảo Aegina, Hy Lạp vào ngày 14 tháng 3, 1942.

## Thiết kế và chế tạo

### Thiết kế

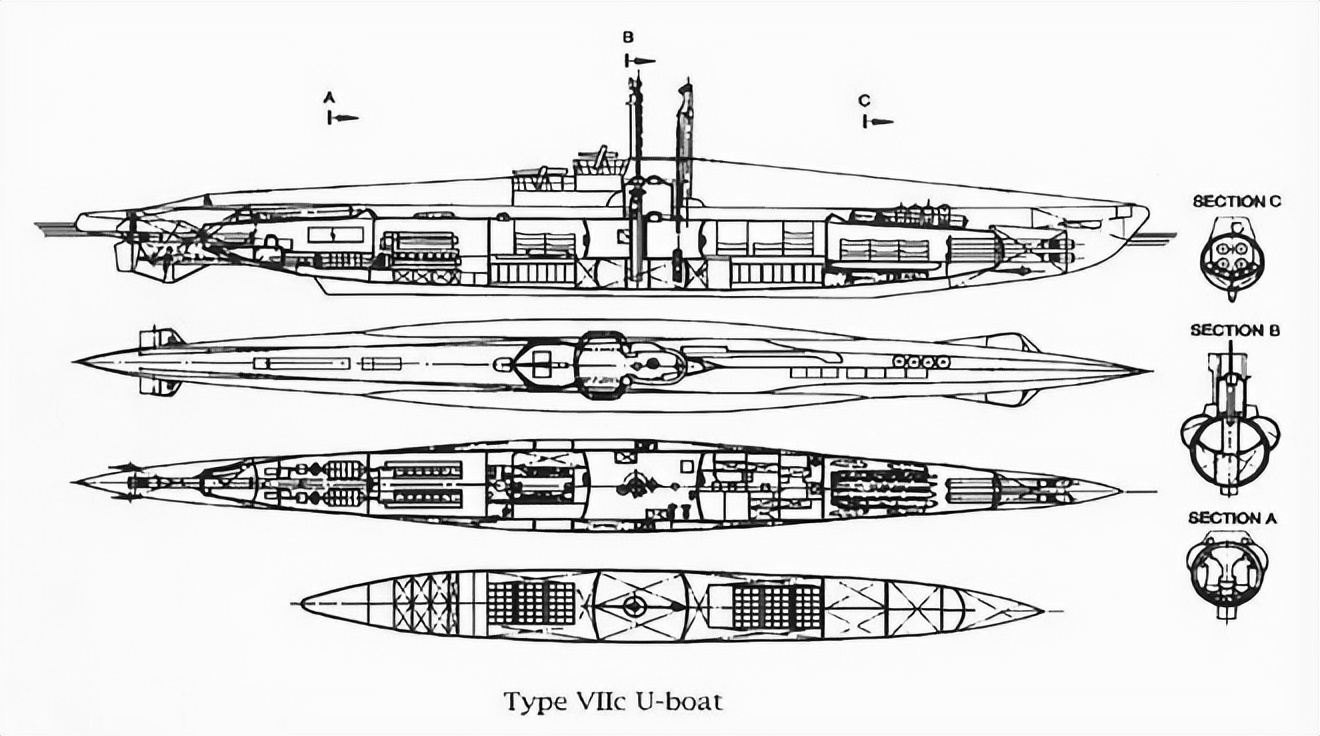
Sơ đồ các mặt cắt một tàu ngầm Type VIIC

Phân lớp VIIC của Tàu ngầm Type VII là một phiên bản VIIB được kéo dài thêm. Chúng có trọng lượng choán nước 769 t (757 tấn Anh) khi nổi và 871 t (857 tấn Anh) khi lặn). Con tàu có chiều dài chung 67,10 m (220 ft 2 in), lớp vỏ trong chịu áp lực dài 50,50 m (165 ft 8 in), mạn tàu rộng 6,20 m (20 ft 4 in), chiều cao 9,60 m (31 ft 6 in) và mớn nước 4,74 m (15 ft 7 in).
Chúng trang bị hai động cơ diesel MAN M 6 V 40/46 siêu tăng áp 6-xy lanh 4 thì, tổng công suất 2.800–3.200 PS (2.100–2.400 kW; 2.800–3.200 bhp), dẫn động hai trục chân vịt đường kính 1,23 m (4,0 ft), cho phép đạt tốc độ tối đa 17,7 kn (32,8 km/h), và tầm hoạt động tối đa 8.500 nmi (15.700 km) khi đi tốc độ đường trường 10 kn (19 km/h). Khi đi ngầm dưới nước, chúng sử dụng hai động cơ/máy phát điện Brown, Boveri & Cie GG UB 720/8 tổng công suất 750 PS (550 kW; 740 shp). Tốc độ tối đa khi lặn là 7,6 kn (14,1 km/h), và tầm hoạt động 80 nmi (150 km) ở tốc độ 4 kn (7,4 km/h). Con tàu có khả năng lặn sâu đến 230 m (750 ft).
Vũ khí trang bị có năm ống phóng ngư lôi 53,3 cm (21 in), bao gồm bốn ống trước mũi và một ống phía đuôi, và mang theo tổng cộng 14 quả ngư lôi, hoặc tối đa 22 quả thủy lôi TMA, hoặc 33 quả TMB. Tàu ngầm Type VIIC bố trí một hải pháo 8,8 cm SK C/35 cùng một pháo phòng không 2 cm (0,79 in) trên boong tàu. Thủy thủ đoàn bao gồm 4 sĩ quan và 40-56 thủy thủ.

### Chế tạo
U-133 được đặt hàng vào ngày 7 tháng 8, 1939, và được đặt lườn tại xưởng tàu của hãng Vegesacker Werft tại Bremen-Vegesack vào ngày 21 tháng 8, 1940. Nó được hạ thủy vào ngày 28 tháng 4, 1941, và nhập biên chế cùng Hải quân Đức Quốc Xã vào ngày 5 tháng 7, 1941 dưới quyền chỉ huy của Hạm trưởng, Đại úy Hải quân Hermann Hesse.

## Lịch sử hoạt động

### 1941

#### Chuyến tuần tra thứ nhất
U-133 khởi hành từ Kiel vào ngày 22 tháng 10 cho chuyến tuần tra đầu tiên trong chiến tranh, băng qua khe GIUK giữa các quần đảo Faroe và Shetland để đi đến hoạt động tại khu vực Bắc Đại Tây Dương về phía Đông Nam Greenland. Nó không đắnh chìm được mục tiêu nào, và kết thúc chuyến tuần tra khi đi đến cảng St. Nazaire bên bờ biển Đại Tây Dương của Pháp vào ngày 26 tháng 11.

### 1942

#### Chuyến tuần tra thứ hai
Xuất phát từ cảng St. Nazaire vào ngày 16 tháng 12, 1941, U-133 băng qua eo biển Gibraltar được Hải quân Anh canh phòng dày đặc để chuyển sang hoạt động tại khu vực Địa Trung Hải, và đi đến cảng Messina trên đảo Sicilia, Ý vào ngày 26 tháng 12. Chiếc tàu ngầm khởi hành từ Messina vào ngày 1 tháng 1, 1942, cho chuyến tuần tra thứ hai tại khu vực Đông Địa Trung Hải ngoài khơi Libya và Ai Cập. Tại đây vào ngày 17 tháng 1 nó tấn công Đoàn tàu MW 8B và đã phóng ngư lôi đánh chìm tàu khu trục Anh HMS Gurkha,rồi kết thúc chuyến tuần tra và đi đến đảo Salamis, Hy Lạp vào ngày 22 tháng 1.

#### Chuyến tuần tra thứ ba - Bị mất
U-133 xuất phát từ Salamis lúc 17 giờ 00 ngày 14 tháng 3, 1942 cho chuyến tuần tra thứ ba, cũng là chuyến cuối cùng. Chỉ hai giờ sau đó, chiếc tàu ngầm va phải thủy lôi ngoài khơi đảo Aegina nên vỡ làm đôi và đắm hầu như ngay lập tức tại tọa độ 37°50′B 23°35′Đ / 37,833°B 23,583°Đ; khiến toàn bộ 45 thành viên thủy thủ đoàn đều thiệt mạng. Theo bộ chỉ huy Chi hạm đội Tàu ngầm 23, U-133 đã đi lệch khỏi tuyến luồng được chỉ định nên lọt vào một bãi mìn phòng thủ do chính phía Đức rải.

### Tóm tắt chiến công
U-133 đã đánh chìm được một tàu chiến tải trọng 1.920 tấn:
| Ngày             | Tên tàu    | Quốc tịch              | Tải trọng | Số phận      |
| ---------------- | ---------- | ---------------------- | --------- | ------------ |
| 17 tháng 1, 1942 | HMS Gurkha | Hải quân Hoàng gia Anh | 1.920     | Bị đánh chìm |

## Khám phá xác tàu đắm
Vào năm 1986, các thợ lặn chuyên nghiệp Efstáthios "Státhis" Baramátis và Theófilos Klímis tình cờ khám phá một xác tàu đắm tại độ sâu 74 m (243 ft), và được nhận diện là một tàu ngầm Đức. Đến giữa thập niên 1990, xác tàu được các thợ lặn Hy Lạp xác định là U-133.